# Place de l'Amphithéâtre (Lucques)
Pour les articles homonymes, voir Place de l'Amphithéâtre.
La place de l’Amphithéâtre (italien : piazza dell'Anfiteatro) est une place de la ville de Lucques en Italie, édifiée sur les restes d'un ancien amphithéâtre romain du IIe siècle ap. J.-C. , à qui elle doit sa forme elliptique.

## Description
La place de l'Amphithéâtre se situe vers le nord-est du centre de Lucques, ville de Toscane, à l'intérieur de l'enceinte du XVIIe siècle, près de la via Fillungo (it), l'artère commerçante de la ville, et non loin de la basilique Saint-Fridien.
Elle prend la forme d'une ellipse d'environ 75 m de grand axe (orienté ouest-nord-ouest - est-sud-est) et 50 m de petit axe, soit environ 3 000 m2. L'espace public est entouré de maisons de différentes hauteurs, peintes dans des tons clairs naturels et jaunes, aux volets verts typiques de la région. Une cinquantaine d'arcs en plein cintre sont régulièrement disposés tout autour de la place et sont occupés par les commerces et les habitations. La place est quasiment fermée sur tout son pourtour et n'est accessible que par quatre passages dégagés dans les plus grands arcs en plein cintre, dans le prolongement des axes longitudinal et tranversal de l'ellipse.
La forme inhabituelle de la place tient au fait qu'elle occupe l'espace d'un amphithéâtre romain disparu, mais dont elle a conservé la forme de la cavea, l'intérieur de l'édifice qui contenait les sièges des spectateurs entourant l'espace de spectacle. Le niveau du centre de l'amphithéâtre était nettement plus bas que le niveau actuel : il se trouvait 3 m sous la place actuelle. Des quatre entrées de la place, seule la plus basse, à l'est, est calquée exactement sur l'un des accès d'origine de l'amphithéâtre.
À l'extérieur, la via dell'Anfiteatro entoure presque toute la périphérie des habitations, sauf au nord-ouest, où elle débouche sur la via Fillungo et à l'ouest, sur la piazza degli Scalpellini.
La place de l'Amphithéâtre elle accueille divers marchés et festivités ; le plus célèbre est le marché aux fleurs qui s'y tient pour la fête de sainte Zita, patronne de Lucques, le 27 avril de chaque année.
L'amphithéâtre de Lucques n'est pas le seul amphithéâtre romain à avoir été intégré dans le tissu urbain : c'est également le cas de ceux de Florence, de Pollenzo ou de Venafro.

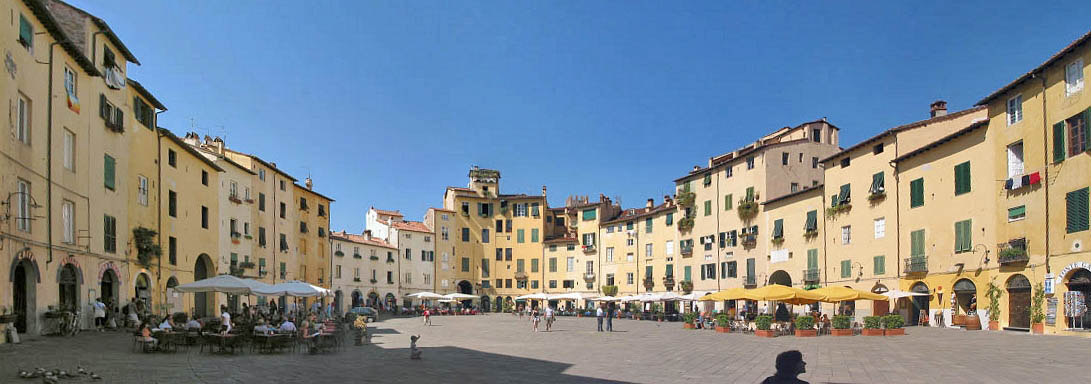
Panorama de la place de l'Amphithéâtre.
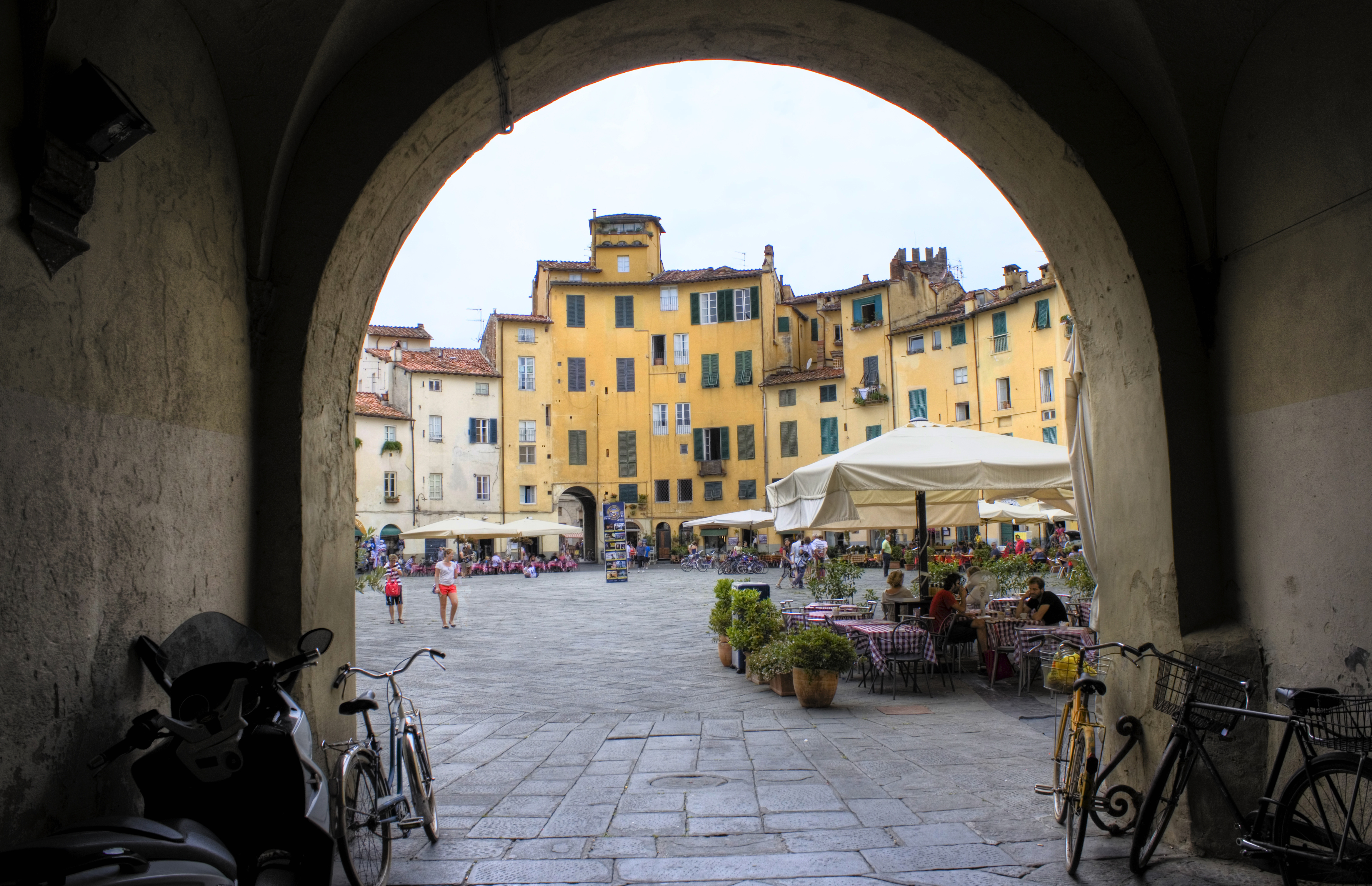
La place, depuis l'un des quatre passages y conduisant.

## Histoire
L'amphithéâtre de Lucques est érigé au Ier ou IIe siècle av. J.-C. par les Romains pour leur colonie de Colonia Luca. Il est construit à l'extérieur de l'enceinte de l'époque (le forum était situé vers les actuelles piazza San Michele (it) et église San Michele in Foro, 300 m au sud-ouest). À son apogée, l'édifice se composait de près d'une vingtaine de gradins et pouvait accueillir 10 000 spectateurs, ce qui en fait un amphithéâtre plutôt petit. Après l'effondrement de l'Empire romain d'Occident au Ve siècle, l'amphithéâtre tombe en ruine et ses pierres sont réutilisées comme matériau de construction.
Au Moyen Âge, un lieu de rencontre public est aménagé à l'emplacement de l'amphithéâtre et appelé « parlascio » (terme désignant un lieu où se tenaient les réunions des citoyens, en lien avec le mot italient « parlare » signifiant « parler »). Vers 1000, la prison « carceri del Sasso » est aménagée dans ses ruines. Après sa relocalisation, le bâtiment est utilisé de diverses façons : dépôt, poudrière, etc., jusqu'à l'installation d'un abattoir vers 1800.
En 1819, l'architecte lucquois Lorenzo Nottolini présente à sa cliente, la duchesse Marie-Louise, un projet de réaménagement urbain. Sur les conseils de l'agronome Cosimo Ridolfi, l'espace doit être destiné à la création d'un marché de produits d'alimentation : la zone centrale doit être dégagée, les petites habitations détruites et le commerce de viande pérénisé. Les travaux débutent en 1830 et le premier marché se tient sur la nouvelle piazza del Mercato le 1er octobre 1839. La via dell'Ampfiteatro, qui entoure la place, est également ouverte.
Le marché est transféré au mercato del Carmine (it), légèrement au sud, dans la première moitié du XXe siècle. La place de l'Amphithéâtre tombe alors progressivement en ruine. Elle est cependant rénovée entièrement dans les années 1970. Au XXIe siècle, il s'agit de l'un des sites les plus visités de Lucques.

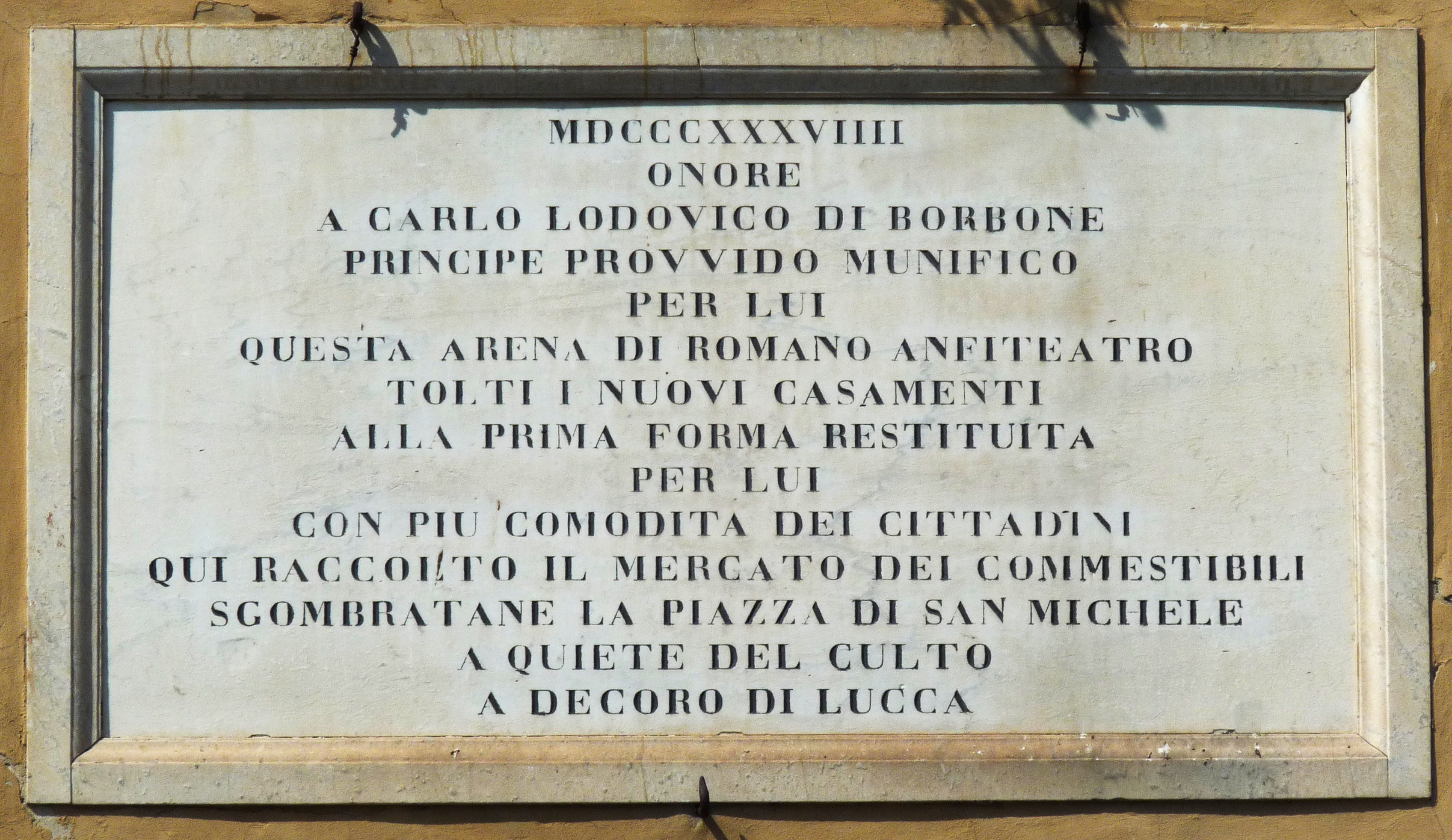
Inscription célébrant l'inauguration de la piazza del Mercato en 1839.
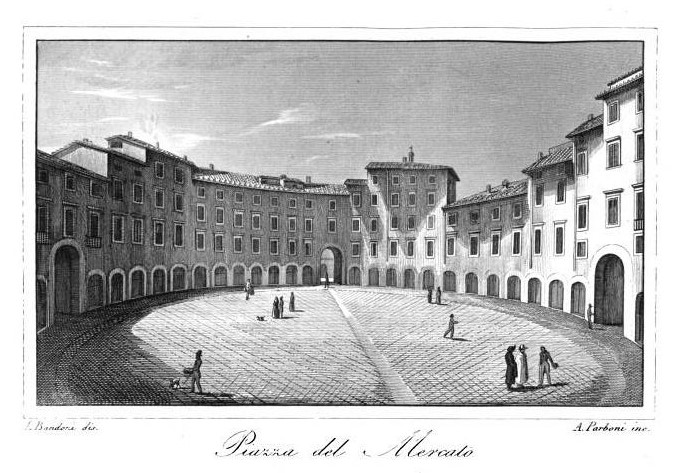
Gravure représentant la place en 1840.
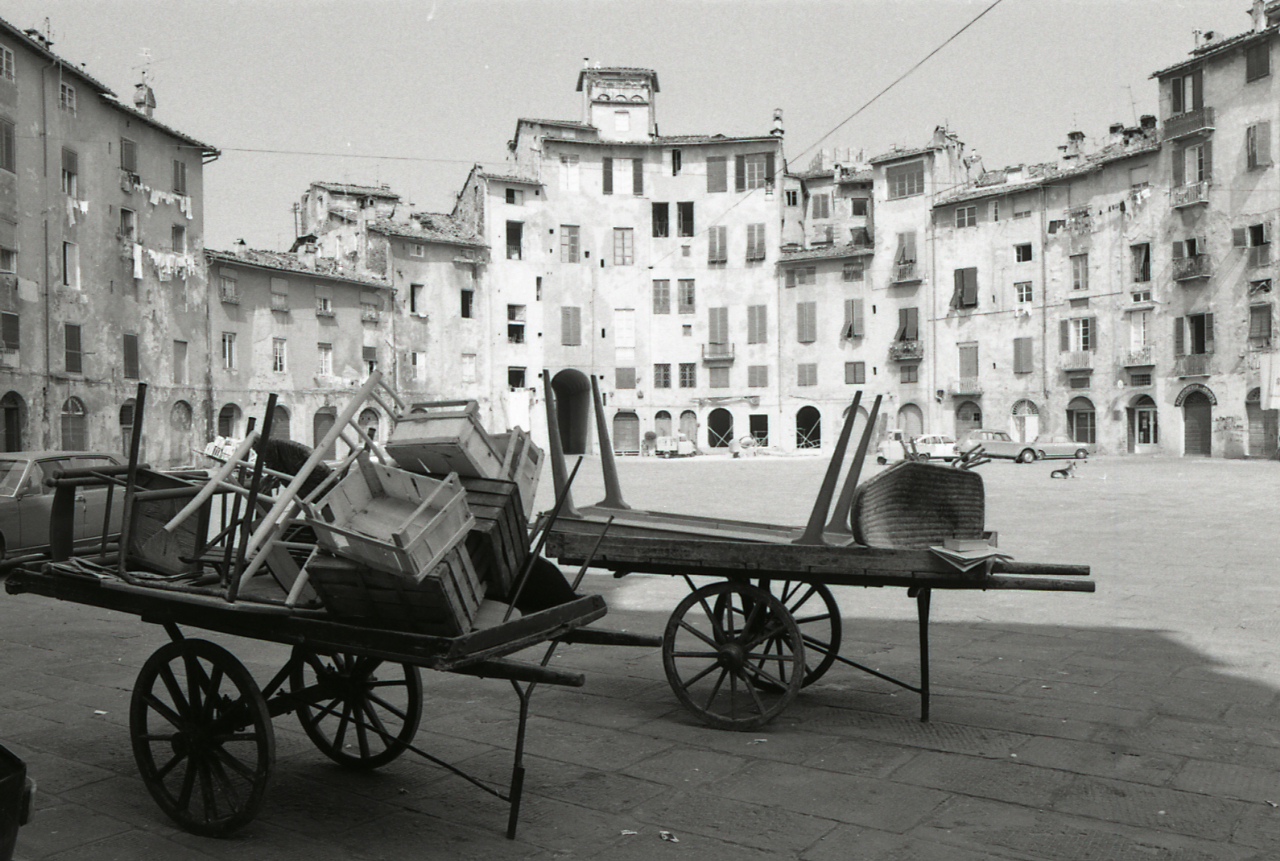
La place de l'Amphithéâtre en 1977.
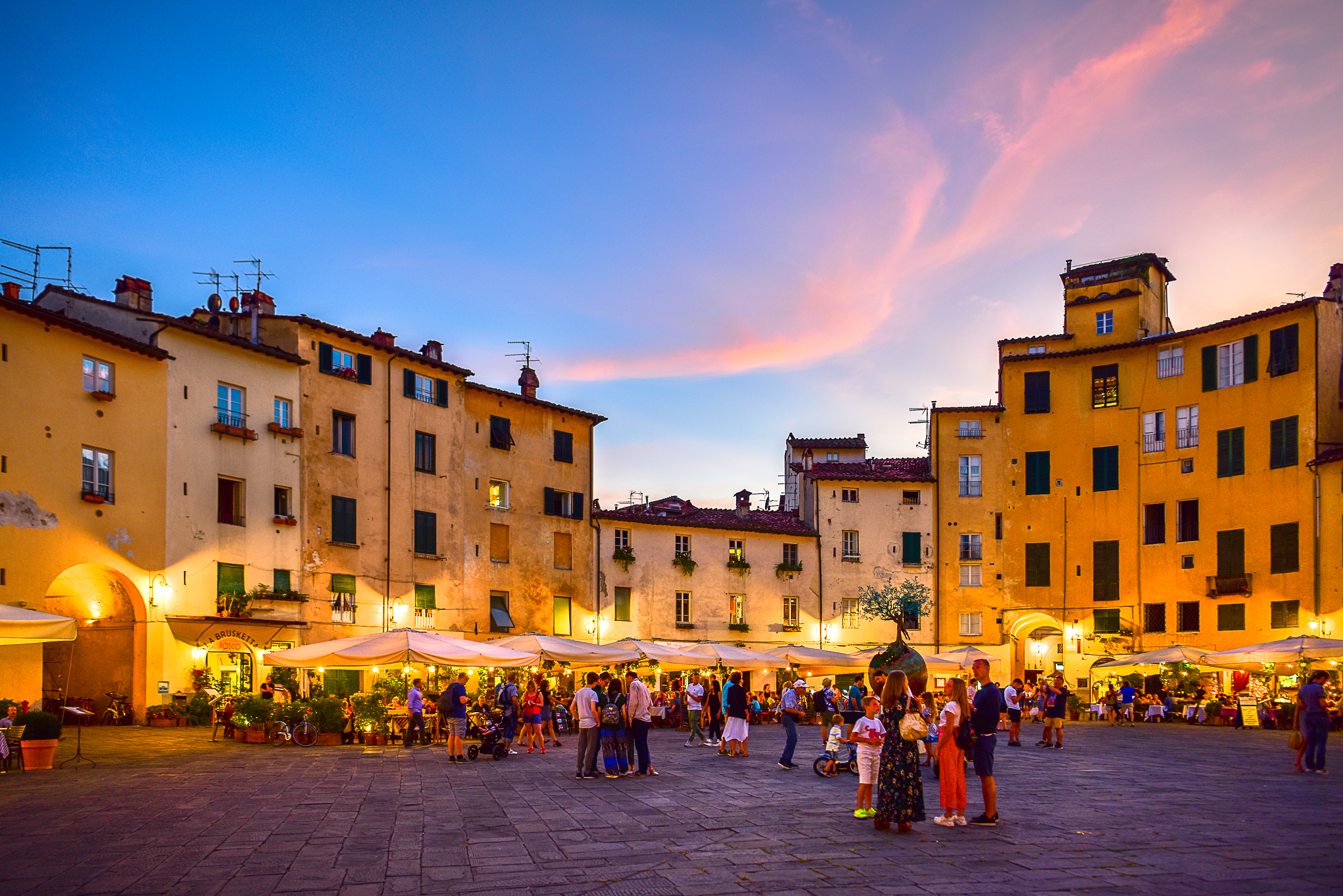
La place, un soir de 2019.